# Escut de Moçambic
|  | Aquest article tracta de l'escut heràldic moçambiquès. Pel que fa a la moneda, vegeu Escut moçambiquès. |

L'escut de Moçambic, més aviat un emblema que no pas un escut heràldic, fou adoptat el 25 de juny de 1975. Estava format per una roda dentada groga, símbol del treball i la indústria, amb un mar blau cel amb onades blau fosc al peu en representació de l'oceà Índic, sobremuntat d'un terra marró amb la forma del mapa del país; damunt el mapa, un llibre blanc, símbol de l'educació, i a l'horitzó un sol radiant vermell, símbol de la construcció d'una nova vida, com diu l'article 194 de la Constitució. Sobre el tot, una aixada i un AK-47 al natural, representació de la pagesia i la producció agrícola i la defensa i vigilància, respectivament. La roda està flanquejada per un ram de canya de sucre i un de moresc en representació de la riquesa agrícola, que al punt on s'acosten per dalt tenen un estel vermell que els separa, símbol del socialisme o, segons la Constitució, de «l'esperit de la solidaritat internacional del poble moçambiquès»; a la part inferior estan separats per una cinta vermella que fa la forma rodona semicircular de la part inferior de la roda, on en lletres negres hi ha escrit República Popular de Moçambique.
Fou objecte d'una modificació estilística menor el setembre de 1982 quan la cinta vermella es va ampliar per donar dos tombs als rams de l'orla, mentre que el peu dels rams, d'or, quedava al descobert. Els esmalts es van adaptar als tons de l'heràldica i el mar va passar a ser d'ones d'argent i atzur; el mapa va esdevenir de sinople i l'estrella del capdamunt es va perfilar d'or. L'11 de novembre de 1990, d'acord amb la nova Constitució, la llegenda de la cinta fou canviada a República de Moçambique, en lletres d'or.

## Escut de l'Àfrica Oriental Portuguesa
El primer escut de Moçambic fou l'escut colonial de l'Àfrica Oriental Portuguesa. Per damunt de l'esfera armil·lar de l'escut de Portugal amb corona mural, hi havia un escut quadrilong ibèric semipartit i truncat gaiat: al primer quarter, d'argent, cinc escudets d'atzur amb cinc besants d'argent; al segon, quarterat en sautor: 1r i 4t de gules, 2n i 3r d'argent, ressaltant sobre el tot un globus terrestre d'or amb peu; i al tercer, també d'argent, cinc faixes ondades de sinople, que en l'heràldica portuguesa designen la mar. Sota l'esfera, una cinta elaborada d'argent amb la inscripció Colónia portuguesa de Moçambique. Aquest escut va estar vigent fins al 8 de maig de 1935, i fou substituït en aquesta data per un d'idèntic excepte en el segon quarter, on un feix de set fletxes de sinople apuntant cap avall, obert per dalt i baix i tancat al centre per un llaç de gules, va substituir el globus. Aquest escut va estar vigent fins al 25 de juny de 1975, excepte en la llegenda de la cinta, que després de l'11 de juny de 1951 va passar a dir Provín. portuguesa de Moçambique.

Part central de l'escut de l'Àfrica Oriental Portuguesa a la dècada del 1930
Escut de l'Àfrica Oriental Portuguesa (1935-1951)
Escut de l'Àfrica Oriental Portuguesa (1951-1975)
Escut d'armes simplificat, del 8 maig 1935 al 25 de juny de 1975.
Escut d'armes de la República Popular de Moçambic 1975 - 1982